# Vølvens spådom (J.P.E. Hartmann)
 For alternative betydninger, se Vølvens spådom (flertydig). (Se også artikler, som begynder med Vølvens spådom)
Vølvens spådom er et korværk af J.P.E. Hartmann med opusnummer 71 fra 1870 eller 1872.
Vølvens spådom har fem satser og er for mandskor og stort orkester. Teksten er skrevet af Frederik Winkel Horn som en gendigtning af en del af Vǫluspá (Vølvens spådom) fra Ældre Edda, nedskrevet i det 13. århundrede.
Korværket indgår i Kulturkanonen fra 2006 under Partiturmusik.